# 荣宗敬
荣宗敬（1873年9月23日—1938年2月10日），原名宗锦，字宗敬，以字行，江苏省无锡荣巷人，是近代中国的一位著名民族资本家。荣宗敬是荣德生的胞兄，也是中華人民共和國前国家副主席荣毅仁的伯父。

## 生平
1887年，14歲的荣宗敬來到上海源豫钱庄習業。
13年後(1896年)，荣宗敬在父亲與他人合资所開設的上海广生钱庄工作，一開始擔任经理的職務。后来，還兼营茧行。
時間再過了5年(1901年)，與荣德生等人合資集股在无锡合办保兴面粉厂（后来更名为茂新一厂），擔任批发经理。
又過了4年(1905年)，他和荣德生又与张石君等7人集股在无锡兴办振新纱厂。1909年，他更擔任无锡振新纱厂的董事长。
1912年，又与荣德生、王禹卿等人集股在上海创办福新面粉厂，這一次荣宗敬則是擔任上海福新面粉厂的总经理。
1915年4月，荣氏兄弟退出振新纱厂，在上海创办申新纺织厂，由荣宗敬出任总经理。
從1917年3月开始，荣氏兄弟在上海、无锡、汉口创办申新二至九廠，并且在上海创办茂新、福新、申新总公司，還是由荣宗敬出任总经理。因此荣氏兄弟在當時被誉为中国的“面粉大王”、“棉纱大王”。
1926年後，荣宗敬曾历任南京国民政府工商部参议、中央银行理事、全国经济委员会委员等职务。
1937年抗日战争爆发，他曾参加上海市民协会，但不久之後即避居香港。
1938年2月10日，在香港病逝。

## 轶事
1931年，荣宗敬将上海丽娃栗妲村的地产捐赠给了大夏大学，并把丽娃河赠予大夏大学作为校河，供师生课余游钓、泛舟之用。大夏大学后并入华东师范大学，丽娃河遂成为华东师范大学的代名词。

## 延伸阅读
[在维基数据编辑]
 《海上名人傳·榮宗敬》，出自《海上名人傳》